# Франсхук
Франсхук (африк. Franschhoek буквально «французский уголок»; с 1688 года до XVIII века — Олифантсхук, африк. Olifantshoek; с XVIII века до 1947 года — Франсен-Хук, африк. Franschen Hoek) — город в Западной Капской провинции ЮАР, примерно в 75 км от Кейптауна. Численность населения — 15 353 человека (2001).
С 2000 г. относится к муниципалитету Стелленбос.
Первоначально город назывался Олифантсхук (африк. Olifantshoek «слоновий уголок») — в память о слонах, протоптавших тропу, которой затем воспользовались местные поселенцы.

## История

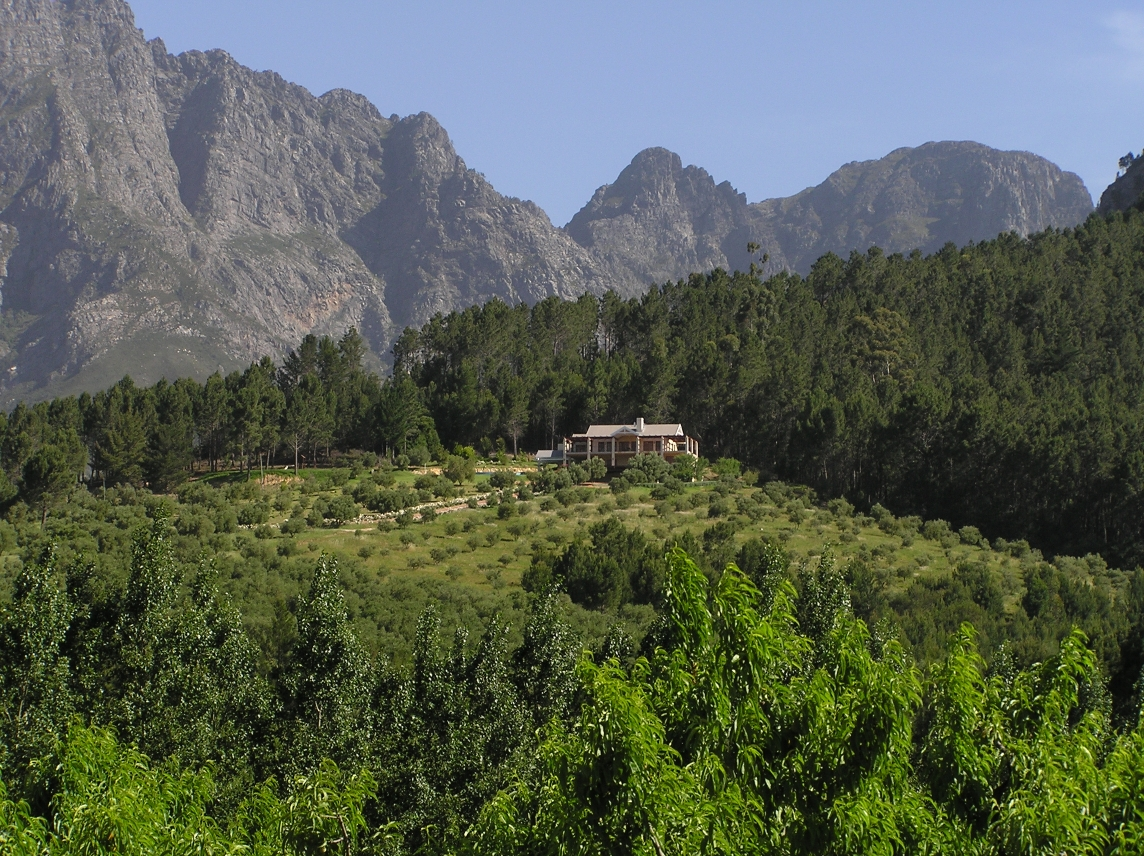
Виноградники близ Франсхука

Франсхук основали в 1688 г. 176 гугенотов, прибывшие в эту местность из Франции после краткой остановки в Голландии. Вскоре местность стала известна как «французский квартал» или «французский уголок». Отсюда происходят многие известные в ЮАР фамилии, такие, как Малан, Терон. С 18 века название Франсен-Хук стало официальным названием посёлка. К 1829 умер последний носитель французского языка, который был вытеснен произошедшим от голландского языком африкаанс. Тем не менее, сохранились многочисленные топонимы французского происхождения (в основном в названиях местных виноделен): La Motte, La Cotte, Cabrière, Provence, Chamonix, Bien Donné, Champagne, Dieu Donné, La Dauphiné и др.

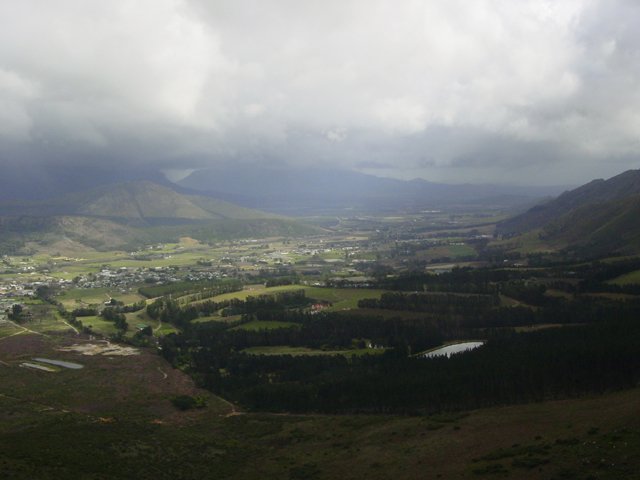
Долина Франсхук

17 апреля 1948 во Франсхуке был торжественно открыт памятник гугенотам (работы известного южноафриканского скульптора Корта Стейнберга), а рядом с ним — Центр памяти гугенотов (небольшой исторический музей). На церемонии открытия выступил кальвинистский пастор Абрахам ван дер Мерве.
Франсхук является одним из центров южноафриканского виноделия и туризма.

### Комментарии
1. ↑  Иногда неверно Франшхук.